# Bain & Company
Bain & Company là một công ty tư vấn quản lý của Mỹ có trụ sở chính tại Boston, Massachusetts, chuyên cung cấp dịch vụ tư vấn cho các tổ chức công, tư và phi lợi nhuận. Là công ty có tuổi đời trẻ và doanh thu nhỏ nhất trong Nhóm Big 3, Bain & Company được thành lập vào năm 1973 bởi cựu Phó Chủ tịch của Nhóm Tư vấn Boston (BCG) là Bill Bain và các đồng nghiệp của ông, bao gồm Patrick F. Graham.
Vào cuối những năm 1970 và đầu những năm 1980, công ty đã phát triển nhanh chóng. Quỹ đầu tư Bain Capital sau này đã tách ra khỏi công ty mẹ Bain & Company vào năm 1984. Từ năm 1987 đến đầu những năm 1990, Bain & Company đã trải qua một số thất bại và rắc rối tài chính. Hai lãnh đạo cấp cao của Bain là Mitt Romney (sau này là thượng nghị sĩ Hoa Kỳ) và Orit Gadiesh được ghi nhận là người đã đưa công ty vượt ra khỏi khủng hoảng và tăng trưởng trở lại trong cuối thập niên 1990.

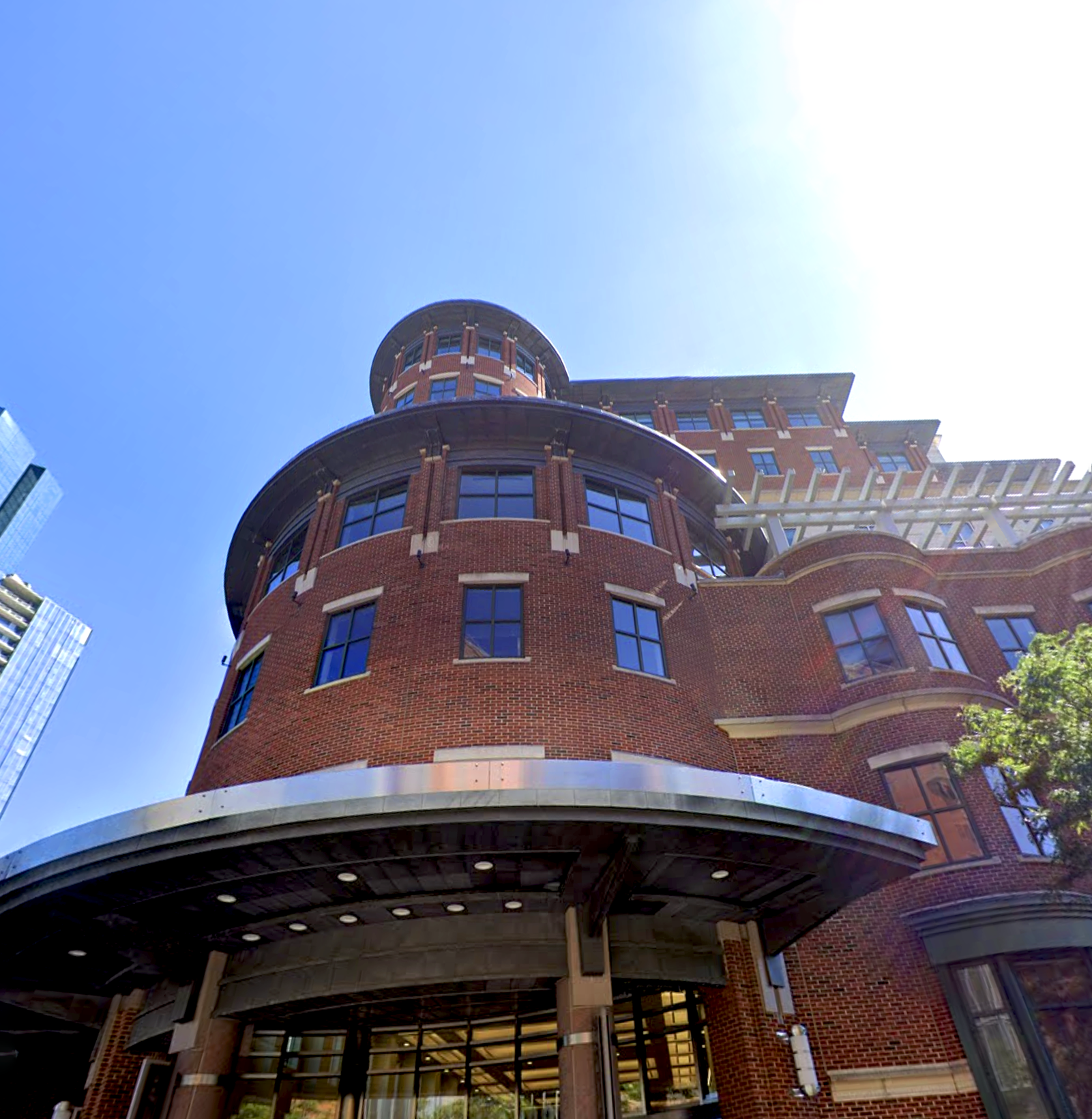
Trụ sở của Bain & Company tại số 131 đường Dartmouth, Boston

Trong những năm 2000, Bain & Company tiếp tục mở rộng và tạo ra các mảng dịch vụ bổ sung nhắm đến các tổ chức phi lợi nhuận, các công ty công nghệ và các cá nhân khác. Bain hiện có nhiều điểm mạnh về tư vấn hỗ trợ cho các quỹ đầu tư cá nhân.